# Swansea Vale
Pour les articles homonymes, voir Swansea (homonymie) et Vale.
Le Swansea Vale est un cargo britannique qui a coulé au large de Camaret-sur-Mer, dans le Finistère, le 8 août 1918.
La version des faits la plus répandue est que le navire a coulé à la suite de l'impact avec la roche du Trépied, située entre le phare du Toulinguet et la tourelle de la Parquette, par un temps de brouillard. D'autres disent qu'un sous-marin l'aurait coulé.
L'épave est aujourd'hui très prisée par les plongeurs, se situant à une profondeur de 25 m, mais présentant tous les éléments du cargo, y compris l'hélice et le safran.